# Старостин, Владимир Юрьевич
Владимир Юрьевич Старостин (Пустой шаблон {{ВД-Преамбула}} ) — советский и российский хоккеист, защитник. Параспортсмен (баскетбол на колясках, следж-хоккей).

## Биография
Воспитанник казанского СК имени Урицкого. Начал заниматься хоккеем в 10 лет, первый тренер Александр Дюмин, затем был переведёни в спорткласс школы № 1. Дебютировал в «СК имени Урицкого» в сезоне-1988/89 первой лиги, в одном из матчей игрок соперников упал и при падении лезвием конька разрезал Старостину кожу на шее, едва не задев артерию. В сезонах-1989/90 — 1990/91 играл за команды второй лиги «Нефтяник» Альметьевск, проведя за «СК им. Урицкого» / «Итиль» по шесть матчей в переходных турнирах. В сезоне-1991/92 сыграл за «Итиль» 22 матча в высшей лиге, в следующем сезоне — 35 матчей в МХЛ.
Осенью 1993 с компанией одноклубников после стычки в Казани с хулиганами попал в отдел милиции. В тесной камере возникла потасовка, вмешавшийся милиционер выстрелил, и пуля вошла Старостину под лопатку, пробила насквозь позвоночник, лёгкое и застряла под ребрами, нарушив двигательную функцию. Старостин провёл в больнице девять месяцев. Первый суд с милиционером он проиграл, но в итоге тот получил двухлетний срок.
Окончил заочно юридический факультет КГУ, играл в команде баскетболистов-колясочников. С 2009 года стал играть в команде по следж-хоккею. Участвовал в чемпионате России, играл за сборную России в контрольных матчах.
С 2020 года в «Ак Барсе» были созданы четыре команды по следж-хоккею для ребят с особенностями физического и ментального развития. Старостин стал работать тренером в команде «Барс-следж».